# Nikólaos Pappás (amiral)
Pour les articles homonymes, voir Níkos Pappás.
Nikólaos Pappás (grec moderne : Νικόλαος Παππάς ; 21 juin 1930 - 5 avril 2013) est un amiral de la marine de guerre hellénique qui, en tant que commandant du destroyer Velos, a joué un rôle majeur dans la rébellion avortée de la marine, en mai 1973 contre la junte militaire au pouvoir. Après le rétablissement de la démocratie, il est nommé chef de l'état-major général de la Marine hellénique, de 1982 à 1986, puis ministre de la marine marchande (en), de 1989 à 1990. 

## Biographie
Nikólaos Pappás naît à Kymi, le 21 juin 1930. Il entre à l'Académie navale hellénique, en septembre 1948 et en sort diplômé, le 7 avril 1952. Il sert comme commandant des dragueurs de mines Salaminia et Kalymnos et est promu sous-lieutenant, le 11 avril 1955. Il commande ensuite le navire de recherche hydrographique Vegas, avant d'être envoyé en Grande-Bretagne, de 1958 à 1959, pour une formation à l'école de navigation de la Royal Navy britannique.
À son retour, il est promu lieutenant (18 avril 1959) et prend le commandement des canonnières Arslanoglou (1960) et Pezopoulos (1962). De 1963 à 1965, il est aide-major du ministre de la Défense nationale (en). Promu capitaine de corvette le 11 juin 1965 (avec effet rétroactif au 7 avril 1964), il prend les commandements du LST Lesvos, de 1965 à 1967 puis du destroyer Leon, de 1967 à 1968. Dans cette dernière fonction, il reçoit une mention élogieuse du chef d'état-major général de la marine hellénique et du ministre de la marine marchande pour son rôle, malgré des conditions météorologiques extrêmement difficiles, dans le sauvetage de l'équipage du navire Stratoniki, ayant coulé le 7 septembre 1967.
En 1968, il est diplômé de l'école de guerre de la marine et est promu commandant, le 4 septembre 1968 (avec effet rétroactif au 7 avril). En 1968-1969, il est chef du bureau B1 (Personnel) de l'état-major général de la marine hellénique, puis jusqu'en 1971, il dirige les 5e et 3e bureaux d'état-major du Commandement de la marine (le nouveau nom de l'État-major général de la Marine hellénique). En 1971, il obtient son diplôme du Collège de défense de l'OTAN et, en 1971-1972, il dirige le centre d'entraînement de la marine à Poros et l'Académie des sous-officiers de la marine.

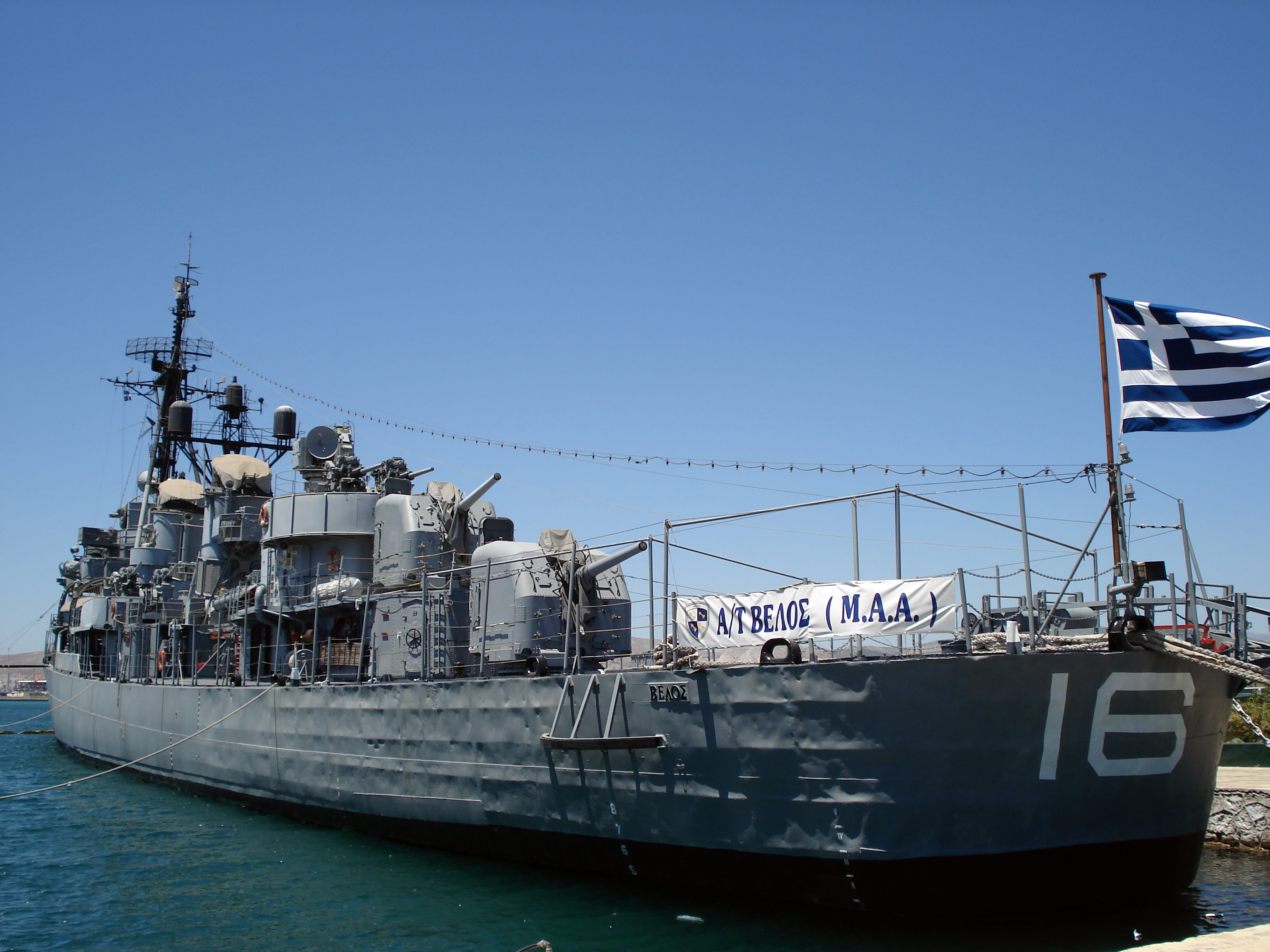
Le destroyer, avec lequel Nikólaos Pappás demande l'asile politique en Italie.

En 1972, Nikólaos Pappás prend le commandement du destroyer Velos, avec lequel il participe à la révolte de la marine, prévue pour le 25 mai 1973, contre la junte militaire alors au pouvoir. Bien que la révolte ait été anticipée par la junte, Pappás conduit son propre navire, le destroyer Velos, en Italie, où lui et 31 des officiers et sous-officiers du navire demandent l'asile politique et donnent une conférence de presse devant les médias internationaux où il dénonce le régime. En représailles, le régime le renvoie de la marine et lui retire sa citoyenneté,,.
Après la chute de la junte, en 1974, Nikólaos Pappás est réintégré dans son grade et est promu capitaine (rétroactivement depuis le 23 juin 1974). Il est chef du commandement de l'administration de la base navale de Salamine, jusqu'en 1976.Il est ensuite muté à Londres, en tant qu'attaché de défense, jusqu'en 1979, et revient pour prendre le commandement de la flottille de vedettes d'attaque rapides (1979-1980). Promu commodore, le 20 décembre 1979, il prend ensuite le commandement du Commandement des destroyers (1980-1982), est promu contre-amiral (5 janvier 1982) et est nommé chef du Commandement de l'entraînement naval (1982). Le 23 mars 1982, il est promu vice-amiral et nommé chef de l'état-major général de la marine, poste qu'il conserve jusqu'à sa retraite en tant qu'amiral titulaire et chef honoraire du HNGS, le 22 décembre 1986,.
Pendant la crise politique de 1989-1990, il est ministre de la marine marchande dans le gouvernement intérimaire de Ioánnis Grívas et dans le gouvernement d'unité nationale de Xenophón Zolótas
Nikólaos Pappás décède à son domicile d'Athènes, le 5 avril 2013, des suites d'un cancer. 
Il était marié et avait deux fils, Velisarios et Panayiotis (Takis) Pappas.

## Honneurs
L'amiral Pappás avait reçu les décorations grecques et étrangères suivantes :
- Grand Commandeur de l'Ordre du Phénix (Grèce),
- Grand Commandeur de l'Ordre de l'Honneur (Grèce),
- Croix d'or de l'Ordre de Georges Ier (Grèce),
- Première classe de la Médaille du mérite militaire (Grèce) (en),
- Grande Décoration d'honneur en or avec étoile de l'Ordre du Mérite de la République d'Autriche.